# Dziki mąż (heraldyka)

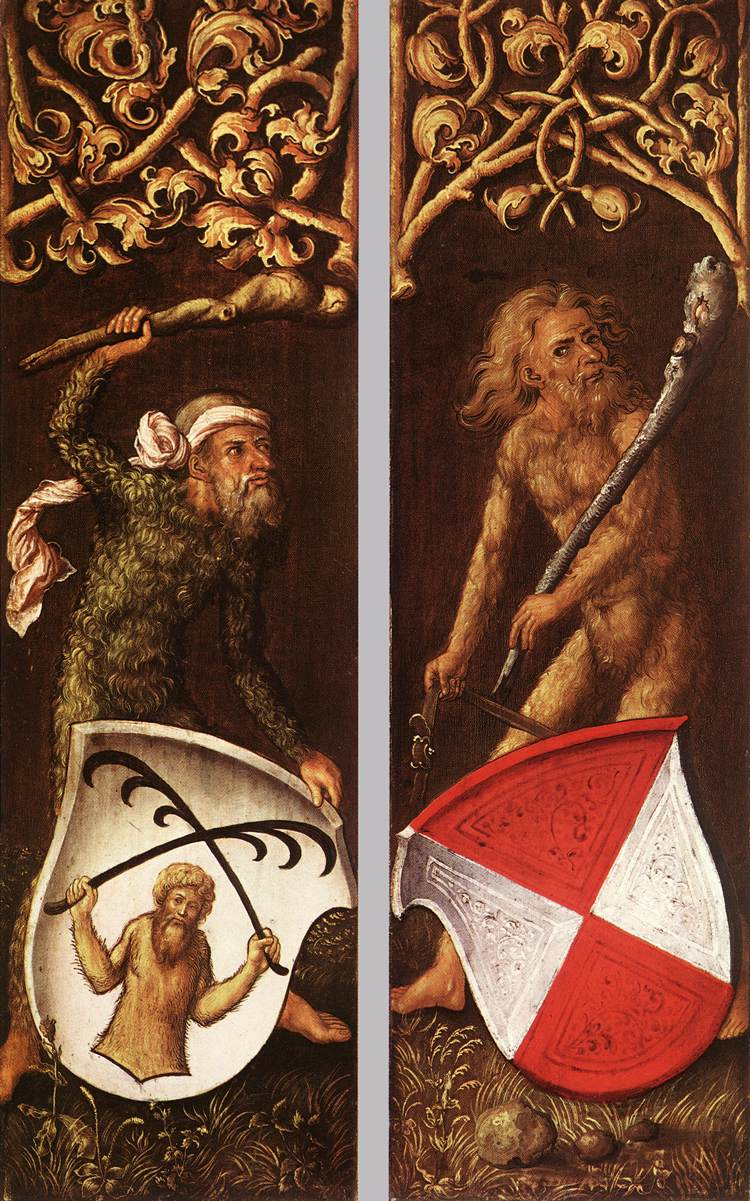
Dzicy mężowie na obrazie Albrechta Dürera z 1499 znajdującym się w zbiorach Starej Pinakoteki w Monachium

Dziki mąż w herbie Nidzicy

Dziki mąż, Dziki człowiek – mobilium herbowe przedstawiające istotę ludzką płci męskiej lub żeńskiej odzianą jedynie w przepaskę z liści, często także noszącą wieniec na głowie. Niekiedy obficie owłosiona, uzbrojona w maczugę, trzymająca lilię, wyrwane drzewo lub grająca na muszli.
Dziki mąż symbolizuje nieujarzmione siły natury, zawody związane z lasem oraz siłę fizyczną. Figura ta jest używana także jako heraldyczne przedstawienie olbrzyma. Niezależnie od tego figura może stanowić herb mówiący. Dziki mąż jako godło w herbach szlacheckich może przypominać o kontaktach z ludami pierwotnymi.

## Występowanie
- Herby szlacheckie:
  - Albiński.
  - Bergman.
  - Brzostowski – dwa jako trzymacze.
  - Dęboróg – w klejnocie.
  - Heppener.
  - Krokowski V – dwa jako trzymacze.
- Pozostałe:
  - Herb Prabut
  - Herb Nidzicy
  - Herb pruskiej prowincji Śląsk
  - Królewski herb Danii
  - Herb Lappeenranty
  - Herb szwedzkiej prowincji Laponia
  - Herb fińskiej prowincji Laponia
  - Herb dzielnicy Gehren
  - Herb miasta Naila
  - Herb 's-Hertogenbosch
  - Herby Królestwa Prus
  - Herb Związku Północnoniemieckiego
  - Herb Państwa Kreteńskiego
  - Herb Królestwa Grecji (1936–1973)